# Дрого (мажордом)
Дрого (*Drogon, 730/735 —після 754) — мажордом Австразії у 741—754 роках.

## Життєпис
Походив з династії Каролінгів. Старший син Карломана, мажордома Австразії. Народився між 730 та 735 роками. Перша згадка про Дрого датована 6 червня 747 року, коли він підписав дарчу хартію свого батька абатству Ставло-Мальмеді. Того ж року після зречення Карломана стає новим мажордомом Австразії.
Вважається, що Дрого міг здійснювати управління королівським двором Хільдеріка III. Ймовірно намагався проводити самостійну від Піпіна політику, допомагаючи іншому своєму дядькові Грифону в 747 році втекти з ув'язнення. Дрого користувався значним впливом в східних землях Франкської держави. Це дозволило йому в 747 або 748 році зібрати державний сейм для східних областей королівства. В цей же час був скликаний і церковний собор, на якому обговорювалися питання продовження реформування церкви Франкської держави. Він був проведений одночасно з синодом, скликаними з цього ж приводу стрийком Дрого — Піпіном Коротким.
Після народження близько 748 року у Піпіна Короткого сина і спадкоємця Карла, Дрого став втрачати свої позиції серед знаті. До початку 750-х років вся реальна влада у Франкської державі вже була зосереджена в руках Піпіна Короткого. Проте, про будь-які військові конфлікти між ним і Дрого історичні джерела не повідомляють. В цей час батько Дрого став ченцем у монастирі Монте-Кассіно і втратив можливість впливати на події у себе на батьківщині.
У 751 році Піпін Короткий зміг домогтися від папи римського Захарія підтримки повалення короля Хільдеріка III. Новим королем став сам Піпін Короткий. Ймовірно, він не погоджував цей крок з Дрого та іншими Каролінгами, що викликало невдоволення знаті. Про це свідчить послання папи римського Стефан II від 753 року, в якому він переконував Дрого і Грифона в необхідності зберігати вірність новому франкському королю. У 754 році за наказом Піпіна Короткого Дрого та його брата Карломана було пострижено у ченці. Про подальшу долю нічого невідомо.